# Centurião

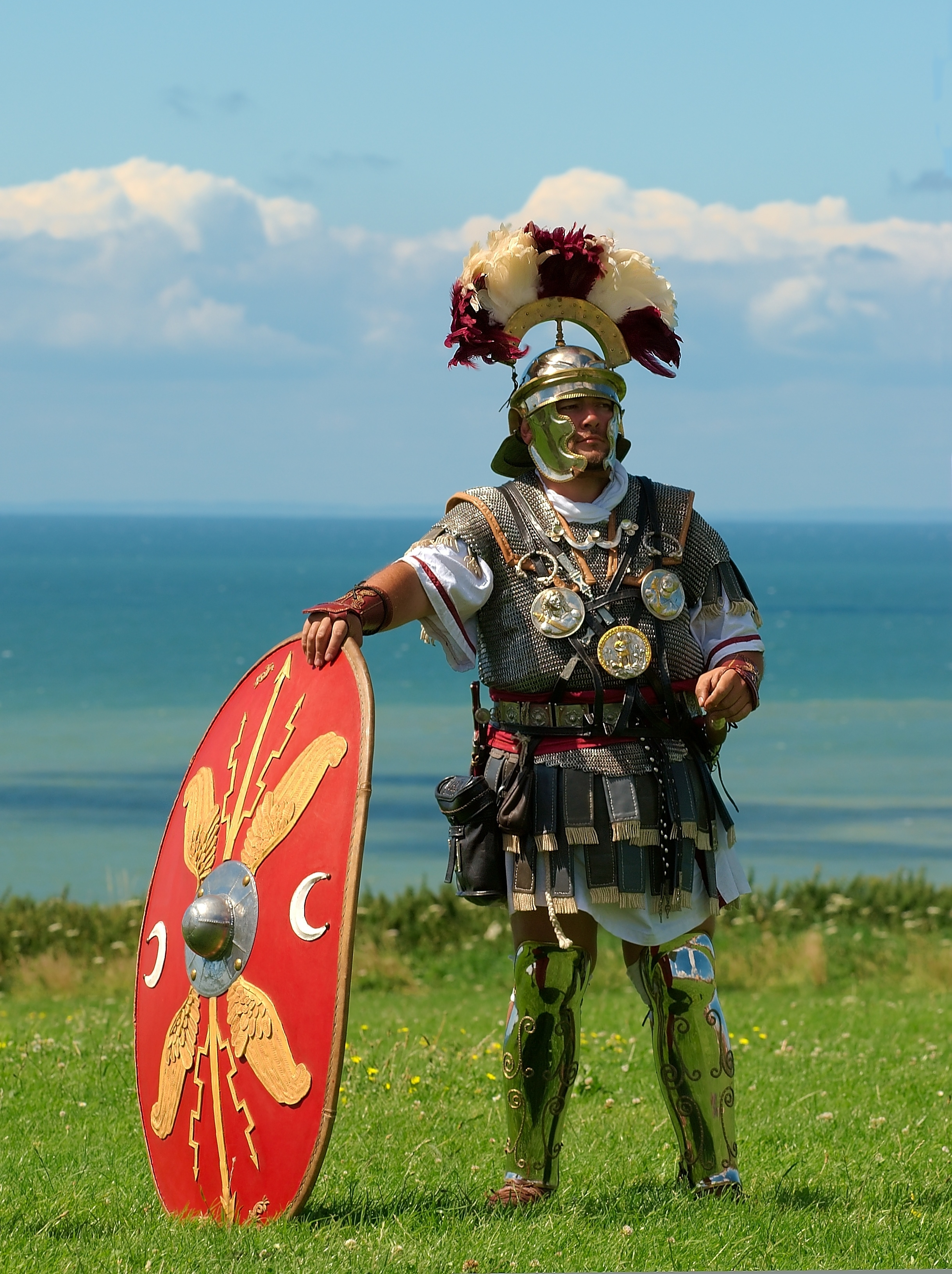
Centurião.

O centurião na hierarquia militar romana era o sexto na cadeia de comando numa legião. Era o oficial responsável por comandar uma centúria, dando ordens que deveriam ser prontamente obedecidas pelos homens que liderava, inclusive na rápida execução de uma qualquer formação militar e, encarregava-se da disciplina e instrução da legião, além do bem estar e do trabalho de suas tropas.
Devido ao facto na maioria das vezes as legiões estarem distantes da pátria, os centuriões eram escolhidos pelas suas capacidades de comando e pela prontidão em lutarem até à morte. Dessa forma conseguiam conquistar vitórias contra inimigos em números bem superiores, em territórios hostis onde era por vezes difícil de receberem reforços, ao contrário do inimigo. A maioria dos centuriões tinham origens plebeias e eram promovidos normalmente de fileiras de soldados comuns.
O centurião de maior experiência dirigia a primeira centúria da primeira coorte, sendo uma pessoa respeitada e condecorada. Essa posição em liderar a primeira centúria da primeira coorte era uma possibilidade de mérito em poder um dia alcançar a promoção a centurião-chefe e liderar a primeira coorte. Um enorme prestigio, pois a primeira coorte era a elite máxima com os melhores soldados numa legião romana.
Apesar da sua posição de destaque, era um oficial que lutava com os demais, marchando junto à sua centúria e liderando de frente na batalha. Os Centuriões acampavam com os seus homens, tendo uma tenda que os diferenciavam pelo estatuto e responsabilidade. Para além de liderar uma centúria de oitenta legionários, ainda tinha sobre a sua autoridade, um optio, um administrador e um porta-estandarte.
O optio, que desempenhava a função de ordenança e a organização diária da centúria (fardamento, alimentos, água e treinamento básico), era o segundo no comando e tinha a obrigação de substituir o seu superior na sua ausência, em condições normais de serviço. Em último caso, durante a recuperação de um ferimento sofrido pelo centurião ou, em combate, no falecimento deste. O centurião seria o equivalente ao posto de capitão, na hierarquia militar no exército de um qualquer país.
| Cadeia de comando de uma legião | Observação |
| ------------------------------- | --- |
| 1. General                      | Líder de uma ou mais legiões romanas, responsável por vários legados                                                                    |
| 2. Legado                       | Comandante de uma legião romana que obedecia apenas ao general                                                                          |
| 3. Prefeito do acampamento      | Responsável pelos tribunos, Centuriões-Chefe e contingente de cavalaria.                                                                |
| 4. Tribuno                      | Total de seis, sendo o tribuno superior o responsável pelo restante corpo de cinco tribunos, cada um com a sua especialização ou tarefa |
| 5. Centurião-Chefe              | Comandante da primeira coorte, responsável por seis centuriões                                                                          |
| 6. Centurião                    | Descrito no início |
| 7. Optio                        | Segundo no comando de uma centúria |

## O centurião na literatura
Uma personagem com a posição de centurião tem uma importante presença na série Águia, atualmente com onze volumes, do escritor inglês, Simon Scarrow que descreve as aventuras da legião romana.
Segundo relatos do Novo Testamento bíblico o termo centurião é citado com alguma frequência se referindo a um oficial do exercito romano. Os evangelhos de Mateus e Lucas relatam a cura do servo de um centurião na cidade de Cafarnaum realizada por Jesus (Mateus 8:5-13 / Lucas 7:1-10). Havia um centurião vigiando o corpo de Jesus enquanto este estava sendo crucificado (Mateus 27:54 / Marcos 15:39 / Lucas 23:47). Este mesmo centurião foi chamado por Pilatos para confirmar a morte de Jesus (Marcos 15:44,45). No livro de Atos dos Apóstolos é citado o nome de um centurião de Cesaréia chamado Cornélio, centurião da coorte chamada italiana (Atos 10:1). O apóstolo Paulo é salvo por um comandante romano de um linchamento pelos judeus de Jerusalém (Atos 21:31-22:29). Um centurião chamado Júlio, que pertencia ao regimento imperial, foi responsável pelo transporte de Paulo até Roma para julgamento (Atos 27:1).